# Jogos Olímpicos de Inverno de 1972
Os Jogos Olímpicos de Inverno de 1972, oficialmente XI Jogos Olímpicos de Inverno, foram um evento multiesportivo realizados em Sapporo, no Japão. Contou com a participação de 1006 atletas, sendo 801 homens e 205 mulheres representando 35 países. Competindo em 10 modalidades esportivas, os jogos foram disputados de 3 a 13 de fevereiro. Foi a primeira edição das Olimpíadas de Inverno realizadas fora da Europa ou América do Norte e a terceira edição, incluindo os Jogos Olímpicos de Verão, realizados fora dessas regiões (as outras foram Melbourne 1956 e Tóquio 1964).

## Modalidades disputadas
- Biatlo
- Bobsleigh
- Combinado nórdico
- Esqui alpino
- Esqui cross-country
- Luge
- Salto de esqui
- Hóquei no gelo
- Patinação artística
- Patinação de velocidade

## Países participantes

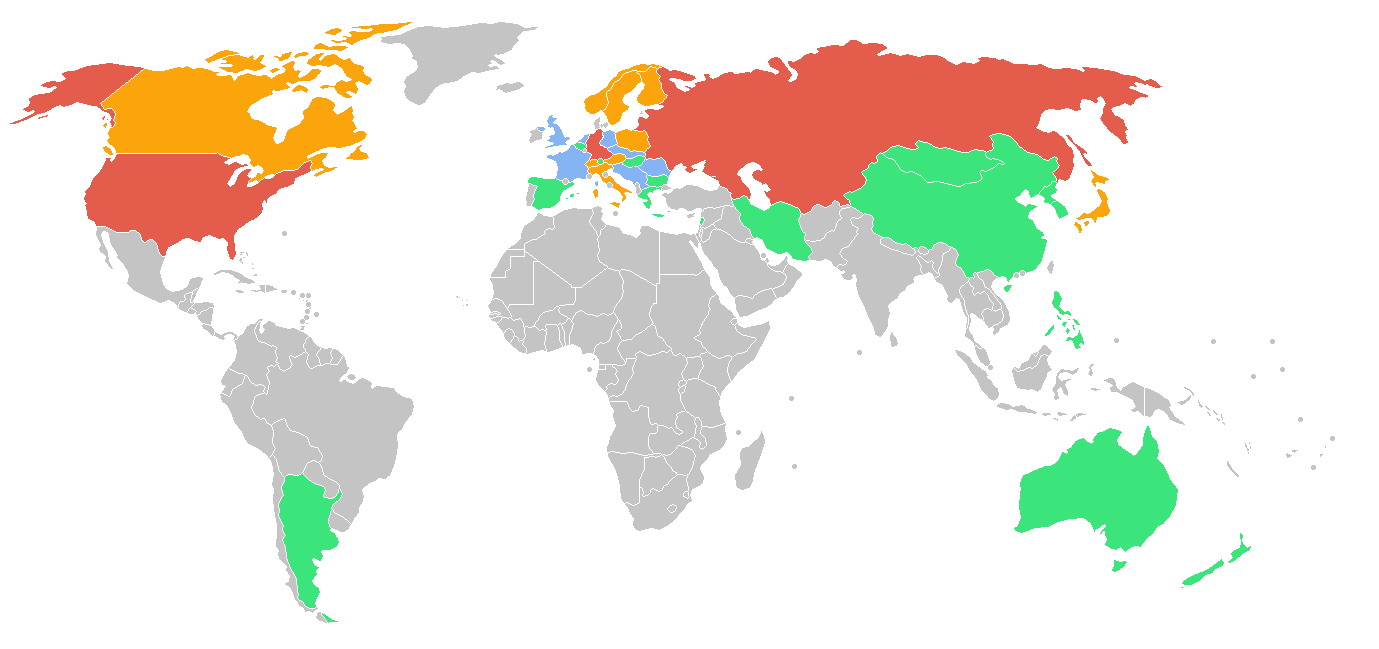
Mapa com os países participantes.

Um total de 35 nações enviaram representantes para os Jogos. A República da China e as Filipinas participaram dos Jogos Olímpicos de Inverno pela primeira vez.
Na lista abaixo, o número entre parênteses indica o número de atletas por cada nação nos Jogos:
- FRG Alemanha Ocidental (78)
- GDR Alemanha Oriental (42)
- ARG Argentina (2)
- AUS Austrália (4)
- AUT Áustria (40)
- BEL Bélgica (1)
- BUL Bulgária (4)
- CAN Canadá (47)
- TCH Checoslováquia (41)
- PRK Coreia do Norte (6)
- KOR Coreia do Sul (5)
- ESP Espanha (3)
- USA Estados Unidos (103)
- PHI Filipinas (2)
- FIN Finlândia (50)
- FRA França (40)
- GBR Grã-Bretanha (37)
- GRE Grécia (3)
- HUN Hungria (1)
- IRI Irã (4)
- ITA Itália (44)
- YUG Iugoslávia (26)
- JPN Japão (85)
- LIB Líbano (1)
- LIE Liechtenstein (4)
- MGL Mongólia (4)
- NOR Noruega (67)
- NZL Nova Zelândia (2)
- NED Países Baixos (11)
- POL Polônia (47)
- ROC República da China (5)
- ROM Romênia (13)
- SWE Suécia (58)
- SUI Suíça (52)
- URS União Soviética (78)

## Quadro de medalhas
| Ordem | País                  | Medalha de ouro | Medalha de prata | Medalha de bronze |    |
| ----- | --------------------- | --------------- | ---------------- | ----------------- | -- |
| 1     | URS União Soviética   | 8               | 5                | 3                 | 16 |
| 2     | GDR Alemanha Oriental | 4               | 3                | 7                 | 14 |
| 3     | SUI Suíça             | 4               | 3                | 3                 | 10 |
| 4     | NED Países Baixos     | 4               | 3                | 2                 | 9  |
| 5     | USA Estados Unidos    | 3               | 2                | 3                 | 8  |

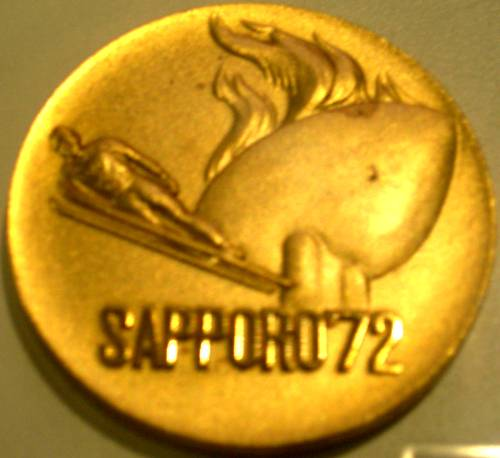
Medalha dos Jogos de Inverno de 1972.

Fonte: Comitê Olímpico Internacional (Quadro de medalhas - Sapporo 1972)